# Pasifaja (luna)
Pasifaja (grško Πασιφάη: Pasifáe ) je Jupitrov naravni satelit (luna). Spada med  nepravilne lune z retrogradnim gibanjem. Je največja članica Pasifajine skupine Jupitrovih lun, ki krožijo okoli Jupitra v razdalji od 22,8 do 24,1 Gm in imajo naklon tira med 144,5°  in 158,3 °.  Tej skupini daje tudi ime.
Luno Pasifajo je leta 1908 odkril astronom P. J. Melotte na Kraljevem observatoriju Greenwich. Na fotografski plošči,  ki je bila posneta 27. januarja 1908, so jo opazili šele 28. februarja   istega leta. Takrat je dobila začasno ime 1908 CJ, ker ni bilo jasno, če je telo na posnetku asteroid ali Jupitrov satelit. Sedanje ime je dobila leta 1975. Znana je tudi kot Jupiter VIII. Ime je dobila po Pasifaji, ženi Minosa in materi Minotavra iz grške mitologije. Včasih so jo imenovali tudi Pozejdon.
Luna Pasifaja ima premer okoli 60 km in obkroža Jupiter v povprečni razdalji 24,094.770  km. Obkroži ga v  približno 743  dneh 15 urah in 7 minutah po tirnici, ki ima naklon tira  145,24 ° glede na ekliptiko oziroma 143,04 °  na ekvator Jupitra. Njeno gibanje je retrogradno, kar pomeni, da se giblje v nasprotni smeri kot se vrti Jupiter. Njena gostota je ocenjena na 2,6 g/cm3, kar kaže, da je v glavnem sestavljena iz kamnin. 
Površina lune je precej temna, ima odbojnost 0,04. Njen navidezni sij je 17,0 m. 